# Boat Trips in the Bay
Boat Trips in the Bay è il secondo album in studio del gruppo musicale britannico Brendan Croker & the 5 O'Clock Shadows, pubblicato nel 1987.
L'album venne registrato agli studi Woodlands di Castleford, nel West Yorkshire; i tecnici del suono sono Neil Ferguson e Patrick Gordon.
La copertina riproduce una fotografia di Ali Allen.
Le note di copertina indicano come "ispiratori" delle canzoni del disco The Mississippi Shieks [sic], Jesse Fuller, Willie McTell, Woody Guthrie, Henry Thomas, Tartar & Gay [sic], Sleepy John Estes, e la musica della Sun Record.

## Tracce
1. Lonely Boy In Town - 4:58 (tradizionale)
2. The Shuffle - 4:59 (Croker)
3. Railroad Blues - 4:31 (tradizionale)
4. The Polka - 2:24 (Croker)
5. Last Train To Glory - 2:08 (A. Guthrie)
6. Joshua Gone Barbados - 3:49 (Eric Von Schmidt)
7. Let Me Explain - 4:36 (tradizionale)
8. Don't Let Nobody - 1:34 (tradizionale)
9. Henry Thomas (Deceased) - 1:58 (Croker)
10. Georgia Crawl - 3:55 (tradizionale)
11. I Walk The Line - 3:32 (J. Cash)
12. Darlin’ - 3:51 (Croker)

## Formazione

### Brendan Croker & the 5 O'Clock Shadows
- Brendan Croker - voce, chitarre
- Mark Creswell - chitarre
- Marcus Cliffe - basso, basso fretless
- Davy Curry - batteria